# Kocyán Antal
Kocyán Antal (Maków, 1835. augusztus 8. – Mokrágy, 1916. december 22.) erdész, zoológus, ornitológus. 

## Élete
Mint öntödei munkás kezdte pályafutását Zakopanéban. Munkát vállalt a Koscieliskai Erdészetnél. Mint erdész technikus 1865-ben már madarakat preparált. 1871-ben Rowland Vilmos erdőtanácsos hívására elfoglalta az alerdészeti állást Oravicén. Ott és később Zuberecen (Bölényfalu) madártani megfigyeléseket végzett. Tizenöt évi oravicei és 25 esztendős zubereci erdészeti ténykedés után 1910-ben nyugalomba vonult az árvai Mokrágyban.
A Magyar Ornithológiai Központ munkatársa volt, ahova rendszeresen küldte a megfigyeléseit. 1896-ban az intézet levelező tagjává választotta. Levelezett Herman Ottóval. Lengyel, német és magyar nyelven publikált.

## Emlékezete
- 1966 emléktábla az oravicei völgyben